# 灰斑魔芋
灰斑魔芋（学名：Amorphophallus micro-appendiculatus）是天南星科魔芋属的植物，为中国的特有植物。分布在中国大陆的广东省等地，目前尚未由人工引种栽培。